# Geografía humana

Mapamundi político.

La geografía humana constituye la segunda gran división de la geografía general. Como disciplina se encarga de estudiar las sociedades desde una perspectiva espacial, la relación entre estas sociedades y el medio físico en el que habitan, así como los paisajes culturales y las regiones humanas que éstas construyen. Según esta idea, la geografía humana podría considerarse como una geografía regional de las sociedades humanas, un estudio de las actividades humanas desde un punto de vista espacial, una ecología humana y una ciencia de los paisajes culturales. Analiza la desigual distribución de la población sobre la superficie terrestre, las causas de dicha distribución y sus consecuencias políticas, sociales, económicas, demográficas y culturales en relación con los recursos existentes o potenciales del medio geográfico a distintas escalas.
Parte de la premisa de que el ser humano siempre forma parte de agrupaciones sociales amplias. Estas sociedades crean un entorno social y físico mediante procesos de transformación de sus propias estructuras sociales y de la superficie terrestre en la que se asientan. Su accionar modifica ambos aspectos en función de las necesidades e intereses que los agentes sociales que las forman, especialmente de los agentes sociales dominantes. Estas transformaciones se deben a procesos económicos, políticos, culturales, demográficos, etc.
El conocimiento de estos sistemas geográficos formados por la sociedad y su medio físico (regiones humanas, paisajes culturales, territorios, etc.), es el objeto de estudio de la geografía humana. Podemos considerar como iniciador de la geografía humana a Elisée Reclus en Francia, teniendo como antecedente la obra de Karl Ritter en Alemania.
Fue Vidal de la Blache quien definió la geografía como una ciencia de síntesis que estudia la interacción entre el ser humano y su medio,  definición que ha perdurado hasta nuestros días en la escuela francesa de Geografía.

## Concepciones acerca de la geografía humana

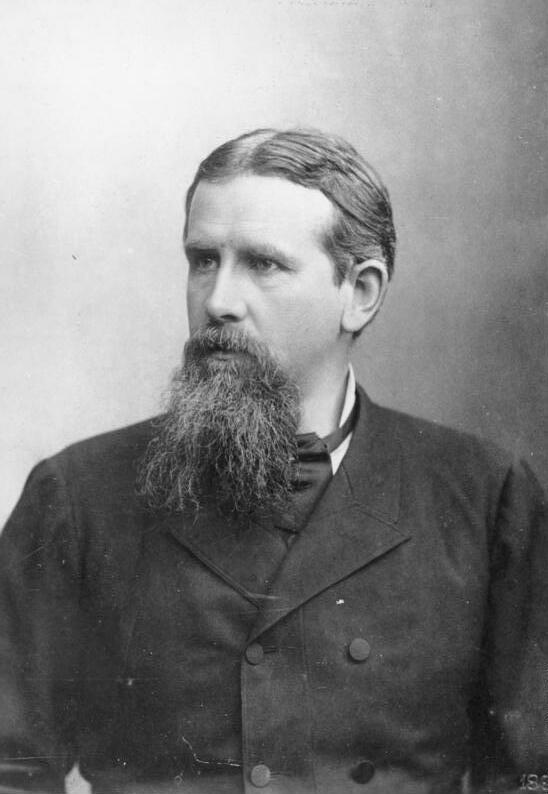
Retrato de Friedrich Ratzel.

Aunque la primera obra de Geografía humana apareció en Alemania en el siglo XIX con el nombre de Antropogeografía, obra de Friedrich Ratzel, fueron varios geógrafos franceses los que le dieron un gran impulso a esta rama de la geografía a fines de dicho siglo y en la primera mitad del siglo XX a nivel de investigación empírica. Más recientemente, la Geografía humana a nivel universitario ha venido siendo dividida en subdisciplinas más específicas y aplicadas. En algunas universidades, aparece con el nombre de Geografía simplemente al desaparecer la Geografía física como disciplina o pasar a otras escuelas y facultades, y lo mismo podemos decir de otras ramas geográficas como es el caso de la Geografía Regional en este caso por absorción o confluencia a un punto de vista común. Entre los geógrafos franceses que han desarrollado obras sobre Geografía humana podemos citar a Vidal de la Blache, Albert Demangeon y Max Derruau, además de Eliseo Reclus, cuya obra El hombre en la Tierra constituye la primera obra de Geografía Humana de orientación ecológica cuidadosa y exhaustivamente desarrollada y que constituye el punto de partida de la geografía francesa que se desarrolló posteriormente.

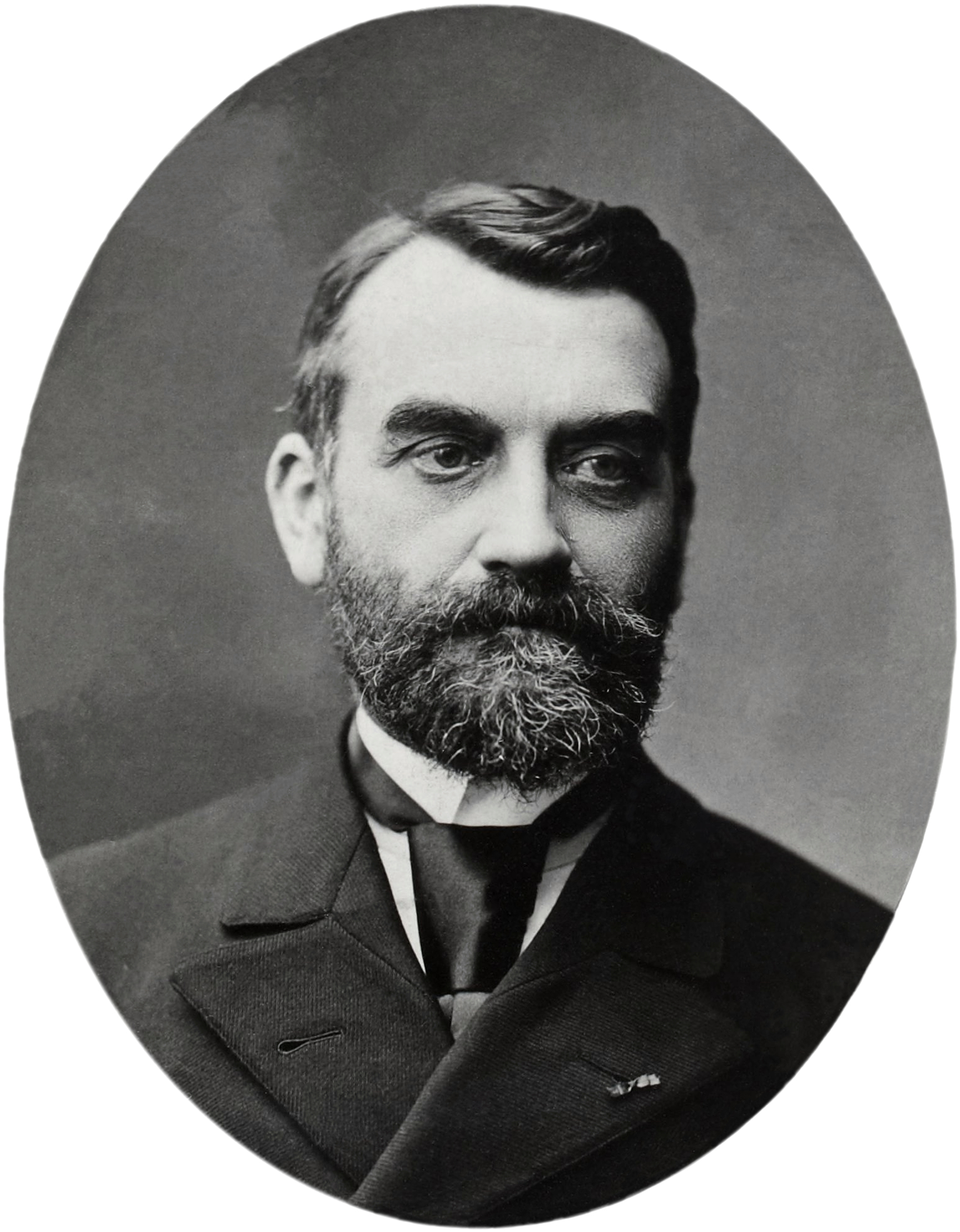
Retrato de Paul Vidal de la Blache, geógrafo humano y fundador de la geografía regional

Paul Vidal de la Blache fue el verdadero impulsor de la escuela francesa de geografía. Presenta una visión distinta de la Geografía humana a la desarrollada por Ratzel. Bastantes historiadores de la geografía coinciden en atribuir a Ratzel la visión determinista de la Geografía humana desarrollada con mayor intensidad por su discípula Ellen Churchill Semple en Estados Unidos Vidal de la Blache en cambio es conocido como el fundador del posibilismo geográfico. Sus aportes más importantes al campo de la geografía humana fueron los conceptos de género de vida o modos de vida y el desarrollo del enfoque regional de la geografía.
Max Sorre fue uno de los discípulos de Vidal de la Blache que más contribuyó al desarrollo de la Geografía humana en Francia. En El hombre en la Tierra se presentan algunos enunciados que sirven para definir a la geografía humana francesa desde una óptica ecológica y paisajística:
- El primer problema de la Geografía humana consiste en dilucidar las relaciones entre el hombre y el medio consideradas desde un ángulo espacial.
- En buena parte, la Geografía humana se nos presenta como una Ecología del Hombre.
- La Geografía humana es la descripción científica de los paisajes humanos y de su distribución en el globo.

- La Geografía es también la disciplina de los espacios terrestres; entre todas las ciencias de la Naturaleza y del Hombre, ninguna otra sitúa en primer plano la localización de los fenómenos.[1]

## Enfoque de la geografía humana
Aunque el objetivo de la geografía humana no se centra en el conocimiento del medio físico, estudiado por la geografía física, es necesario cierto conocimiento del paisaje natural para adentrarnos en la geografía ambiental, un campo de estudio emergente dentro de la geografía humana.
Los métodos de la geografía humana, lo mismo que sucede con la geografía física, son sumamente diversos, y podemos citar procedimientos tanto cuantitativos como cualitativos, incluyendo entre los primeros, los estudios de casos, las encuestas, el análisis estadístico, y la formulación de modelos, todo lo cual se ha venido agrupando como la geografía cuantitativa, desarrollada en la década de los 60 del siglo XX, con los trabajos iniciales de David Harvey y otros. Y entre los procedimientos de investigación cualitativos podemos señalar todos aquellos utilizados por las ciencias sociales en general, como los que se emplean en demografía, antropología, historia, sociología y muchas otras ciencias.
En resumen, la metodología empleada en geografía humana es aproximadamente la misma que la que se emplea en la geografía general y en muchas otras ciencias (aunque con énfasis distinto en cuanto al empleo de dichos métodos), tal vez con la excepción del método regional aunque, en sentido estricto, este método siempre ha sido empleado por numerosas ciencias sistemáticas: no hay muchas limitaciones en el empleo de diferentes metodologías en cualquier ciencia. Y al referirnos a la metodología en las ciencias sociales no podemos olvidar las críticas de Paul Karl Feyerabend en su obra Contra el método (1975, edic. española), donde critica la simplicidad metodológica con que se venían abordando los estudios de historia y de otras ciencias sociales.

## Campos de estudio de la geografía humana

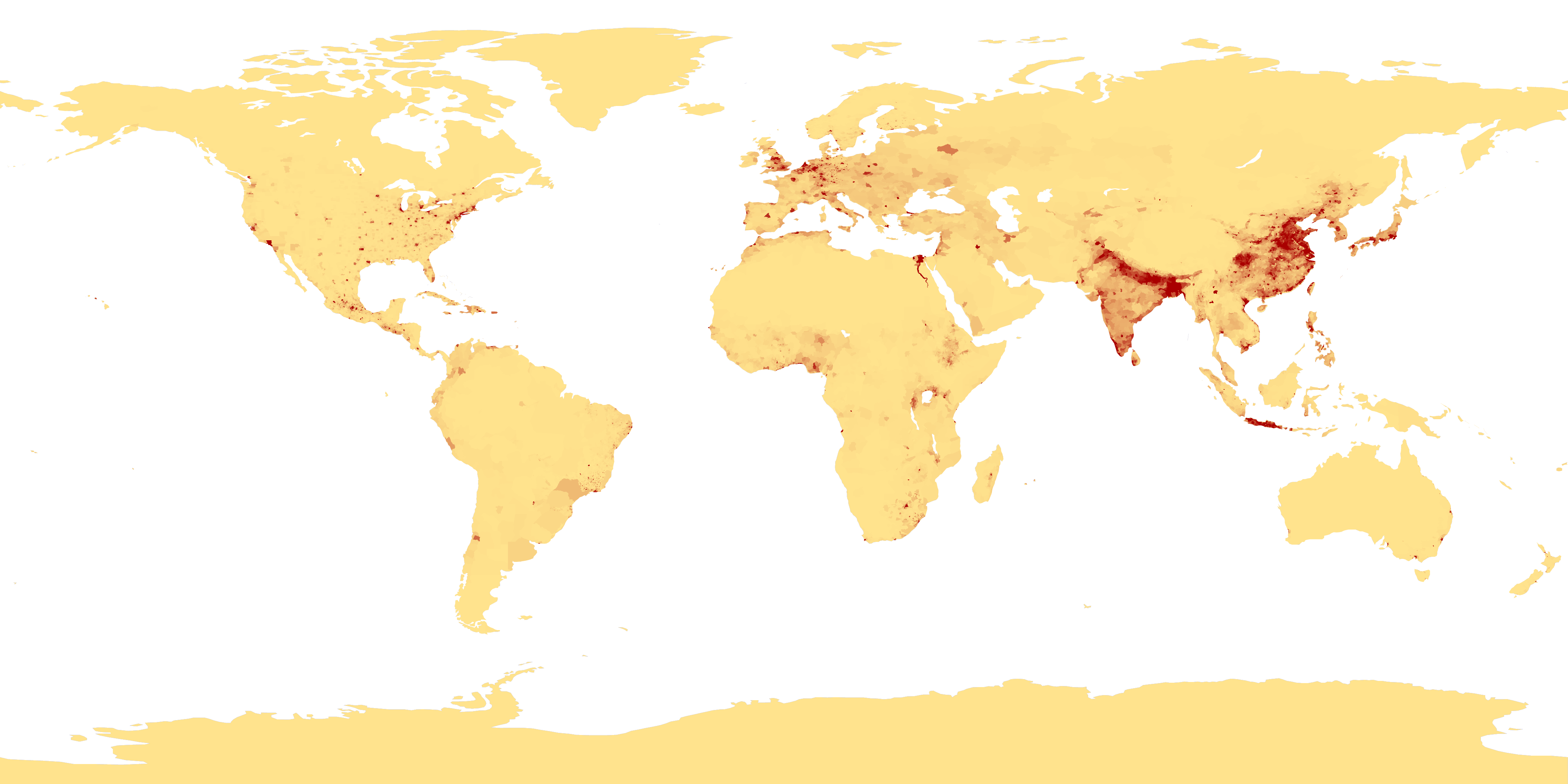
Distribución espacial de la población mundial.

Aunque en un principio, el objeto de la geografía humana era el estudio de las regiones humanas y de las relaciones mutuas entre el hombre y el medio natural, el desarrollo progresivo del conocimiento de los procesos sociales obligó a la sucesiva aparición de diversas ramas que enfatizaban algunos de ellos considerándolas como ciencias o ramas relativamente autónomas. Todo ello vino a sustituir el concepto original de la geografía humana por una integración de una serie de conocimientos sistemáticos estudiados con más detalle por ciencias como:
- Geografía de la población, que estudia los patrones de distribución de los seres humanos sobre la superficie terrestre y los procesos espaciales o históricos que los han originado o modificado.
- Geografía económica, que estudia los patrones y procesos económicos y su distribución en el tiempo y, esencialmente, en el espacio terrestre. En sentido estricto, la geografía económica estudia la distribución geográfica de los factores económicos y las implicaciones de la misma sobre los países, regiones y, en general, sobre las sociedades humanas. Está estrechamente relacionada con la Economía, pero enfatizando los temas referidos a la distribución geográfica de los factores económicos. Para Krugman es la "rama de la economía" acerca de la "localización de la producción en el espacio".[2]
- Geografía cultural, que más que un campo de estudio es un enfoque de la geografía humana que investiga las relaciones mutuas entre los seres humanos y el paisaje vistas desde un punto de vista posibilista. Aunque este enfoque fue introducido por Vidal de La Blache, fueron geógrafos como el estadounidense Carl Sauer (de la Escuela californiana de Geografía) y otros, los que lo desarrollaron hasta el punto de que llegaron a formar una escuela o concepción de la geografía en el siglo XX. Vino a surgir como una reacción en contra del determinismo geográfico.

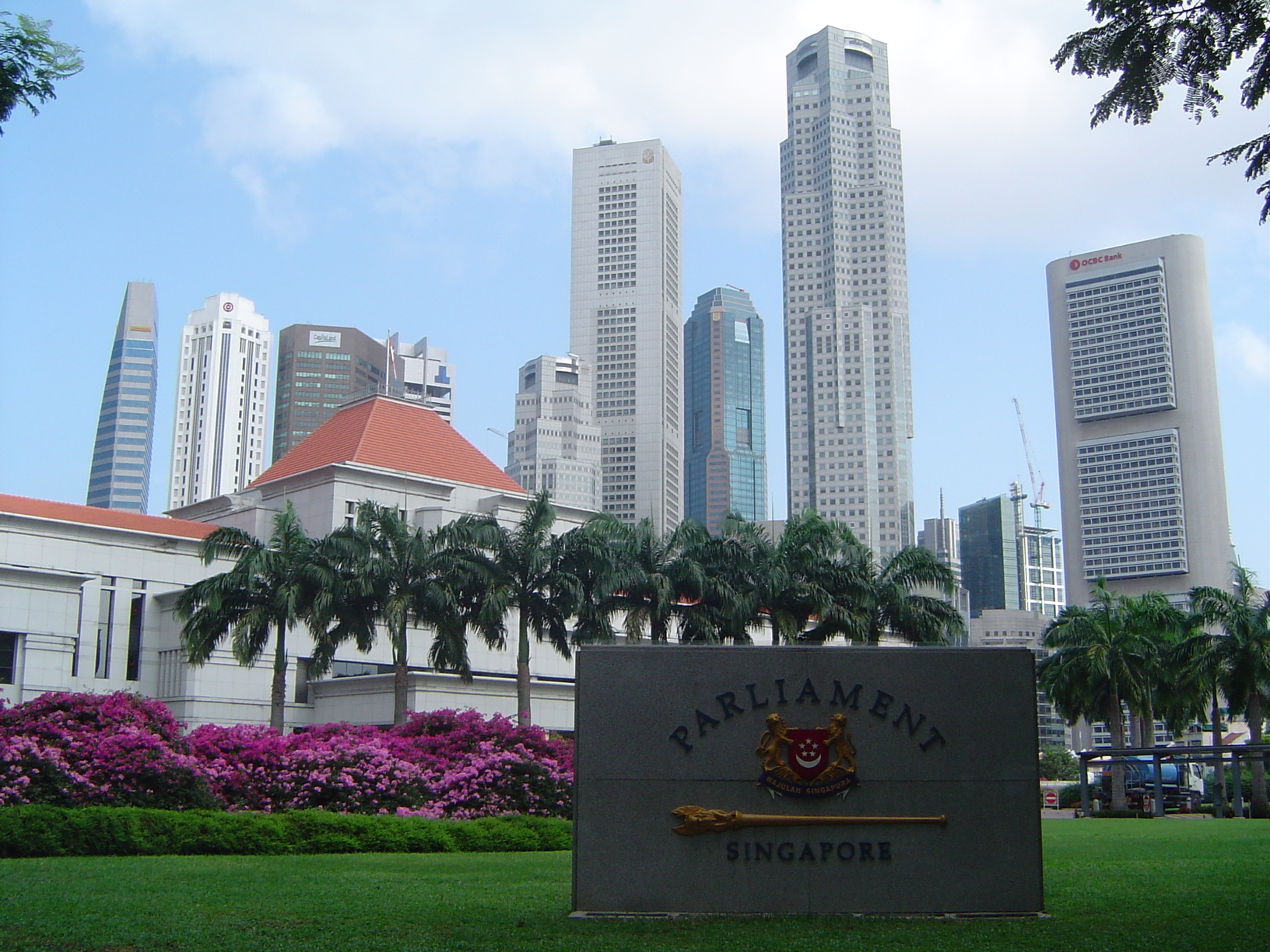
El parlamento de la República de Singapur, con rascacielos de la ciudad al fondo de la imagen. Un ícono del campo de estudio de la geografía urbana.

- Geografía urbana, ciencia que estudia las aglomeraciones humanas representadas por las ciudades, su población, características, evolución histórica, funciones e importancia relativa.
- Geografía rural, estudia el mundo rural, las estructuras y los sistemas agrarios, los espacios rurales, las actividades económicas que se llevan a cabo en éstos (agricultura, ganadería, turismo), los tipos de asentamiento y los problemas de estas áreas (despoblación, envejecimiento, problemas económicos, problemas ambientales, etc). Como ciencias afines pueden citarse a la agronomía, la sociología rural y la economía.
- Geografía política, se encarga del estudio de los espacios políticos. Como ciencias afines pueden citarse a la ciencia política, a la geopolítica y al campo multidisciplinario de los estudios internacionales.
- Geografía médica ciencia que se ocupa del estudio de los efectos del medio ambiente en la salud de las personas y de la distribución geográfica de las enfermedades incluyendo también el estudio de los factores ambientales que influyen en su propagación. Su ciencia auxiliar es la Medicina.
- Geografía del envejecimiento, también conocida como geografía gerontológica, analiza las implicaciones socioespaciales del envejecimiento de la población a partir de la comprensión de las relaciones entre el entorno físico-social y las personas mayores, a diferentes escalas, micro (vivienda), meso (barrio) y macro (ciudad, región, país), etc. La contribución de los geógrafos del envejecimiento, como Graham D. Rowles, están contribuyendo a la gerontología ambiental comprendiendo los aspectos ambientales de la gerontología en países desarrollados y en desarrollo.

| Campos de la geografía humana | Ciencias relacionadas                                 |
| ----------------------------- | ----------------------------------------------------- |
| Geografía de la población     | Demografía y Antropología                             |
| Geografía económica           | Economía y Geoeconomía                                |
| Geografía cultural            | Antropología cultural y Sociología de la cultura      |
| Geografía social              | Antropología social y Sociología                      |
| Geografía histórica           | Historia                                              |
| Geografía rural               | Agronomía e Ingeniería rural                          |
| Geografía urbana              | Arquitectura y Urbanismo                              |
| Geografía médica              | Medicina y Salud                                      |
| Geografía política            | Antropología política, Ciencia política y Geopolítica |